# Aleksandar Katai
Aleksandar Katai (Srbobran, distrito de Bačka del Sur, Serbia, 6 de febrero de 1991) es un futbolista serbio. Juega de centrocampista en el Estrella Roja de Belgrado de la Superliga de Serbia.

## Trayectoria
Aleksandar nació el 6 de febrero de 1991 en Vrbas (Serbia). Comenzó su carrera en la Vojvodina y tras un paso por el fútbol griego —Olympiakos y Platanias—, se incorporó al Estrella Roja, donde ha brillado en las últimas temporadas, con 31 tantos y 15 pases de gol en 68 partidos. Su gran capacidad en ataque le ha llevado a convertirse en internacional con la selección de Serbia.
En la temporada 2015-16 terminó con 23 tantos y 10 pases de gol en las filas del Estrella Roja.
El 31 de agosto de 2016, el Deportivo Alavés completó su plantilla con el jugador, delantero del Estrella Roja que ya sumaba en la temporada 6 goles en 10 partidos. El jugador firma por tres temporadas.
El 6 de febrero de 2018 se fue a préstamo al Chicago Fire de la MLS. Al final de la temporada el club estadounidense usó su opción de compra y fichó al jugador.
Para la temporada 2020 fichó por Los Angeles Galaxy. Sin embargo, tras unas declaraciones racistas de su esposa, el club decidió rescindirle el contrato.
El 10 de julio de 2020, el Estrella Roja de Belgrado anunció su vuelta al club para las siguientes dos temporadas.

## Selección
Ha sido internacional con la selección de Serbia en 9 ocasiones y con la selección sub-21 en 2 ocasiones.

## Clubes
| Club                               | País           | Año       |
| ---------------------------------- | -------------- | --------- |
| F. K. Palić                        | Serbia         | 2009      |
| F. K. Vojvodina                    | Serbia         | 2009-2011 |
| Olympiacos F. C.                   | Grecia         | 2011-2015 |
| OFI Creta (cesión)                 | Grecia         | 2011      |
| F. K. Vojvodina (cesión)           | Serbia         | 2012-2013 |
| F. C. Platanias (cesión)           | Grecia         | 2013-2014 |
| Estrella Roja de Belgrado (cesión) | Serbia         | 2014-2015 |
| Estrella Roja de Belgrado          | Serbia         | 2015-2016 |
| Deportivo Alavés                   | España         | 2016-2018 |
| Chicago Fire (cesión)              | Estados Unidos | 2018      |
| Chicago Fire                       | Estados Unidos | 2018-2019 |
| Los Angeles Galaxy                 | Estados Unidos | 2020      |
| Estrella Roja de Belgrado          | Serbia         | 2020-     |

## Palmarés

### Títulos nacionales
| Título              | Club                      | País   | Año  |
| ------------------- | ------------------------- | ------ | ---- |
| Superliga de Serbia | Estrella Roja de Belgrado | Serbia | 2016 |
| Superliga de Serbia | Estrella Roja de Belgrado | Serbia | 2021 |
| Copa de Serbia      | Estrella Roja de Belgrado | Serbia | 2021 |
| Superliga de Serbia | Estrella Roja de Belgrado | Serbia | 2022 |
| Copa de Serbia      | Estrella Roja de Belgrado | Serbia | 2022 |
| Superliga de Serbia | Estrella Roja de Belgrado | Serbia | 2023 |
| Copa de Serbia      | Estrella Roja de Belgrado | Serbia | 2023 |
| Superliga de Serbia | Estrella Roja de Belgrado | Serbia | 2024 |
| Copa de Serbia      | Estrella Roja de Belgrado | Serbia | 2024 |
| Superliga de Serbia | Estrella Roja de Belgrado | Serbia | 2025 |
| Copa de Serbia      | Estrella Roja de Belgrado | Serbia | 2025 |